# Dario Dainelli
Dario Dainelli (Pontedera, 9 giugno 1979) è un dirigente sportivo, allenatore di calcio ed ex calciatore italiano di ruolo difensore.

## Caratteristiche tecniche
Giocava come difensore centrale, ottimo sulle palle alte e pericoloso sui calci piazzati.

## Carriera

### Club

#### Inizi
È cresciuto nelle giovanili della Pecciolese Alta Valdera, la squadra del suo paese, per passare poi nelle giovanili dell'Empoli. A 19 anni, nel 1998, passa al Modena dove rimane fino a gennaio 1999, senza mai giocare. Dopo la breve esperienza al Modena, chiude la stagione alla Cavese. Nell'estate del 1999 va in prestito alla Fidelis Andria giocando 28 partite e segnando il suo primo gol da professionista, l'unico della stagione. A fine stagione il Lecce lo acquista in compartecipazione.

#### L'approdo in Serie A
Esordisce in Serie A il 18 febbraio 2001 in Roma-Lecce (1-0). A fine anno viene riscattato dall'Empoli che poi lo vende al Brescia.
Il 15 gennaio 2002 passa in prestito al Verona.
Terminato il prestito rientra a Brescia dove resta per due stagioni.

#### Fiorentina
Nell'estate 2004, a 25 anni, arriva alla neopromossa Fiorentina in compartecipazione per 2,5 milioni di euro. Il 19 settembre 2004 segna il suo primo goal sia con la maglia viola che in Serie A nella gara casalinga contro il Cagliari, segnando il gol vittoria al 90'. In questa stessa stagione colleziona 30 presenze e realizza altre 3 reti contro Inter, Juventus e Messina.
A fine stagione la società riscatta l'altra metà del giocatore per 2 milioni di euro.
Dalla stagione seguente diventa il capitano della squadra.
In questa stagione gioca 27 partite, più una in Coppa Italia, e segna un gol all'ultima giornata di campionato contro il Chievo, fissando il punteggio sul 2-0.
Tale risultato avrebbe dato ai viola la qualificazione alla UEFA Champions League, ma dopo i fatti di Calciopoli la Fiorentina viene penalizzata di 30 punti e retrocede al 9º posto.
L'anno successivo la Fiorentina subisce 31 gol, diventando la miglior difesa del campionato. A fine stagione rinnova il contratto fino al 2011.
Esordisce in Coppa UEFA il 25 ottobre 2007 giocando tutti i 90' di Villarreal-Fiorentina. Durante la competizione scende in campo sei volte raggiungendo la semifinale, poi persa ai calci di rigore con il Glagsow Rangers.
Non giocherà molto nel corso della stagione a causa di una non perfetta forma fisica dovuta principalmente alla pubalgia.
Il 13 agosto 2008 riprende il posto da titolare al centro della difesa in occasione della gara contro lo Slavia Praga nel terzo turno del preliminare di UEFA Champions League (2-0). Il 17 settembre 2008 esordisce in Champions League nella gara esterna con il Lione (2-2). Nel corso della stagione supera le 200 presenze in Serie A. Il 19 aprile 2009 segna la rete del momentaneo 1-2 nella partita di ritorno contro l'Udinese, partita poi persa 3-1. Il 1º maggio 2009, dopo la partita vinta 4-1 contro la Roma, il direttore sportivo Pantaleo Corvino, ospite a TVR Teleitalia su 7 Gold, afferma che Dainelli non verrà ceduto perché ritenuto importante per la difesa. Il 17 maggio 2009 subisce l'ennesimo infortunio stagionale, una lombalgia acuta nella gara casalinga contro la Sampdoria, gara poi vinta 1-0. Riesce a recuperare per la settimana successiva e gioca i secondi 45' nella gara esterna contro il Lecce, partita pareggiata 1-1 dando alla Fiorentina il punto per la matematica qualificazione ai preliminari di Champions League.
Il 18 agosto 2009 gioca la prima gara della stagione nella trasferta del preliminare contro lo Sporting Lisbona, gara pareggiata 2-2, nella quale viene ammonito. Il 4 novembre 2009 realizza anche il suo primo gol in Champions League nella vittoria per 5-2 contro il Debreceni, al Franchi.

#### Genoa
Dopo 5 stagioni e mezzo alla Fiorentina, il 12 gennaio 2010 passa a titolo definitivo per 2,5 milioni di euro al Genoa firmando un contratto triennale. Esordisce in campionato il 17 gennaio 2010 nella sconfitta contro la Roma per 3-0. Il 20 marzo 2011 in Bologna-Genoa segna il suo primo goal con i genovesi (1-1).

#### Chievo
Il 31 gennaio 2012 viene ceduto in prestito al Chievo Verona, nell'ultima giornata del calciomercato invernale, dove totalizza 6 presenze. Tornato al Genoa a fine prestito, rescinde consensualmente il contratto con la società ligure e viene tesserato definitivamente al Chievo Verona. La sua seconda stagione in maglia gialloblu la conclude con 34 presenze in campionato ed una in Coppa Italia.
Il 2 marzo 2014 segna il suo primo gol con un colpo di testa nella partita Atalanta-Chievo 2-1. Segna il goal vittoria di testa a Cagliari, che regala la salvezza al Chievo con una giornata d'anticipo. La sua stagione, caratterizzata anche da un infortunio a metà agosto, si conclude con 25 presenze e 2 reti in campionato ed un gettone in Coppa Italia.
Il 5 giugno 2015 rinnova fino al 30 giugno 2016 con il club veronese. Il 24 marzo 2016, nel corso dell'amichevole contro il Villafranca Veronese, riporta la lesione del legamento crociato anteriore del ginocchio destro, terminando così anzitempo la stagione. Il 4 maggio seguente prolunga per un altro anno con i Mussi volanti. Dopo la salvezza conseguita nella stagione 2017-2018 Dainelli lascia il Chievo dopo 6 anni in gialloblù e più di 160 presenze, ricordato tra i migliori giocatori del club.

#### Livorno
Rimasto svincolato, lascia il Chievo nell'estate di 2018 dopo sei anni e mezzo e passa al Livorno, squadra allenata dal suo ex compagno di squadra al Lecce, Cristiano Lucarelli. Dopo il turno di riposo della sua squadra, fa il suo esordio assoluto in Serie B il 2 settembre 2018, a 39 anni, alla seconda giornata del campionato 2018-2019, sul campo del Pescara (2-1 per gli abruzzesi).
Il 13 maggio 2019, dopo la salvezza ottenuta con i toscani, annuncia il ritiro dal calcio giocato a quasi 40 anni.

### Nazionale
Dopo aver già giocato con l'Under-21, esordisce in Nazionale l'11 giugno 2005, a 26 anni, nella partita amichevole Italia-Ecuador (1-1), con Marcello Lippi, durante una tournée post-campionato degli Azzurri negli Stati Uniti. Viene poi convocato nel settembre 2006 con Roberto Donadoni per le gare di qualificazione agli Europei 2008 contro Lituania e Francia.

### Dopo il ritiro
Dopo l'ultima stagione passata con la maglia del Livorno, il 10 luglio 2019 viene ufficializzato con il ruolo di supervisore dell'area tecnica della Fiorentina. Si tratta, quindi di un ritorno a Firenze dopo aver giocato 5 stagioni con la maglia gigliata ed esserne stato capitano. Nel frattempo consegue il patentino di allenatore UEFA B e la qualifica da direttore sportivo.  Nell’estate del 2023 supera l’esame da allenatore UEFA A: potrà così allenare qualsiasi squadra giovanile e femminile oltre alle squadre maschili fino alla Serie C; inoltre potrà fare l’allenatore in seconda in Serie A e B. Nel contempo torna al Genoa come collaboratore di Alberto Gilardino, suo ex compagno di squadra.

## Statistiche

### Presenze e reti nei club
| Stagione          | Squadra           | Campionato        | Campionato | Campionato | Coppe nazionali | Coppe nazionali | Coppe nazionali | Coppe continentali | Coppe continentali | Coppe continentali | Altre coppe | Altre coppe | Altre coppe | Totale | Totale |
| Stagione          | Squadra           | Comp              | Pres       | Reti       | Comp            | Pres            | Reti            | Comp               | Pres               | Reti               | Comp        | Pres        | Reti        | Pres   | Reti   |
| ----------------- | ----------------- | ----------------- | ---------- | ---------- | --------------- | --------------- | --------------- | ------------------ | ------------------ | ------------------ | ----------- | ----------- | ----------- | ------ | ------ |
| 1998-gen. 1999    | Modena            | C1                | 0          | 0          | CI-C            | 1               | 0               | -                  | -                  | -                  | -           | -           | -           | 1      | 0      |
| gen.-giu. 1999    | Cavese            | C2                | 10         | 0          | CI-C            | 0               | 0               | -                  | -                  | -                  | -           | -           | -           | 10     | 0      |
| 1999-2000         | Fidelis Andria    | C1                | 28         | 1          | CI+CI-C         | 0               | 0               | -                  | -                  | -                  | -           | -           | -           | 28     | 1      |
| 2000-2001         | Lecce             | A                 | 14         | 0          | CI              | 0               | 0               | -                  | -                  | -                  | -           | -           | -           | 14     | 0      |
| 2001-gen. 2002    | Brescia           | A                 | 5          | 0          | CI              | 3               | 0               | -                  | -                  | -                  | -           | -           | -           | 8      | 0      |
| gen.-giu. 2002    | Verona            | A                 | 13         | 0          | CI              | -               | -               | -                  | -                  | -                  | -           | -           | -           | 13     | 0      |
| 2002-2003         | Brescia           | A                 | 24         | 0          | CI              | 2               | 0               | -                  | -                  | -                  | -           | -           | -           | 26     | 0      |
| 2003-2004         | Brescia           | A                 | 31         | 0          | CI              | 1               | 0               | Int.               | 2                  | 0                  | -           | -           | -           | 34     | 0      |
| Totale Brescia    | Totale Brescia    | Totale Brescia    | 60         | 0          |                 | 6               | 0               |                    | 2                  | 0                  |             | -           | -           | 68     | 0      |
| 2004-2005         | Fiorentina        | A                 | 30         | 4          | CI              | 6               | 0               | -                  | -                  | -                  | -           | -           | -           | 36     | 4      |
| 2005-2006         | Fiorentina        | A                 | 27         | 1          | CI              | 1               | 0               | -                  | -                  | -                  | -           | -           | -           | 28     | 1      |
| 2006-2007         | Fiorentina        | A                 | 31         | 1          | CI              | 2               | 0               | -                  | -                  | -                  | -           | -           | -           | 33     | 1      |
| 2007-2008         | Fiorentina        | A                 | 21         | 0          | CI              | 2               | 0               | CU                 | 6                  | 0                  | -           | -           | -           | 29     | 0      |
| 2008-2009         | Fiorentina        | A                 | 21         | 1          | CI              | 0               | 0               | UCL+CU             | 7+1                | 0+0                | -           | -           | -           | 29     | 1      |
| 2009-gen. 2010    | Fiorentina        | A                 | 11         | 0          | CI              | 0               | 0               | UCL                | 5                  | 1                  | -           | -           | -           | 16     | 1      |
| Totale Fiorentina | Totale Fiorentina | Totale Fiorentina | 141        | 7          |                 | 11              | 0               |                    | 19                 | 1                  |             | -           | -           | 171    | 8      |
| gen.-giu. 2010    | Genoa             | A                 | 10         | 0          | CI              | 0               | 0               | UEL                | -                  | -                  | -           | -           | -           | 10     | 0      |
| 2010-2011         | Genoa             | A                 | 34         | 1          | CI              | 1               | 0               | -                  | -                  | -                  | -           | -           | -           | 35     | 1      |
| 2011-gen. 2012    | Genoa             | A                 | 13         | 0          | CI              | 2               | 0               | -                  | -                  | -                  | -           | -           | -           | 15     | 0      |
| Totale Genoa      | Totale Genoa      | Totale Genoa      | 57         | 1          |                 | 3               | 0               |                    | -                  | -                  |             | -           | -           | 60     | 1      |
| gen.-giu. 2012    | Chievo            | A                 | 6          | 0          | CI              | 0               | 0               | -                  | -                  | -                  | -           | -           | -           | 6      | 0      |
| 2012-2013         | Chievo            | A                 | 34         | 0          | CI              | 1               | 0               | -                  | -                  | -                  | -           | -           | -           | 35     | 0      |
| 2013-2014         | Chievo            | A                 | 26         | 2          | CI              | 1               | 0               | -                  | -                  | -                  | -           | -           | -           | 27     | 2      |
| 2014-2015         | Chievo            | A                 | 30         | 0          | CI              | 1               | 0               | -                  | -                  | -                  | -           | -           | -           | 31     | 0      |
| 2015-2016         | Chievo            | A                 | 18         | 1          | CI              | 1               | 0               | -                  | -                  | -                  | -           | -           | -           | 19     | 1      |
| 2016-2017         | Chievo            | A                 | 26         | 0          | CI              | 1               | 0               | -                  | -                  | -                  | -           | -           | -           | 27     | 0      |
| 2017-2018         | Chievo            | A                 | 21         | 0          | CI              | 2               | 0               | -                  | -                  | -                  | -           | -           | -           | 23     | 0      |
| Totale Chievo     | Totale Chievo     | Totale Chievo     | 161        | 3          |                 | 7               | 0               |                    | -                  | -                  |             | -           | -           | 168    | 3      |
| 2018-2019         | Livorno           | B                 | 17         | 0          | CI              | 1               | 0               |                    | -                  | -                  |             |             |             | 18     | 0      |
| Totale carriera   | Totale carriera   | Totale carriera   | 501        | 12         |                 | 29              | 0               |                    | 21                 | 1                  |             | -           | -           | 551    | 13     |

### Cronologia presenze e reti in nazionale
| Cronologia completa delle presenze e delle reti in nazionale ― Italia | Cronologia completa delle presenze e delle reti in nazionale ― Italia | Cronologia completa delle presenze e delle reti in nazionale ― Italia | Cronologia completa delle presenze e delle reti in nazionale ― Italia | Cronologia completa delle presenze e delle reti in nazionale ― Italia | Cronologia completa delle presenze e delle reti in nazionale ― Italia | Cronologia completa delle presenze e delle reti in nazionale ― Italia | Cronologia completa delle presenze e delle reti in nazionale ― Italia |
| Data                                                                  | Città                                                                 | In casa                                                               | Risultato                                                             | Ospiti                                                                | Competizione                                                          | Reti                                                                  | Note                                                                  |
| --------------------------------------------------------------------- | --------------------------------------------------------------------- | --------------------------------------------------------------------- | --------------------------------------------------------------------- | --------------------------------------------------------------------- | --------------------------------------------------------------------- | --------------------------------------------------------------------- | --------------------------------------------------------------------- |
| 11-6-2005                                                             | New York                                                              | Italia                                                                | 1 – 1                                                                 | Ecuador                                                               | Amichevole                                                            | -                                                                     | 46’                                                                   |
| Totale                                                                |                                                                       | Presenze                                                              | 1                                                                     |                                                                       | Reti                                                                  | 0                                                                     |                                                                       |

| Cronologia completa delle presenze e delle reti in nazionale ― Italia under 21 | Cronologia completa delle presenze e delle reti in nazionale ― Italia under 21 | Cronologia completa delle presenze e delle reti in nazionale ― Italia under 21 | Cronologia completa delle presenze e delle reti in nazionale ― Italia under 21 | Cronologia completa delle presenze e delle reti in nazionale ― Italia under 21 | Cronologia completa delle presenze e delle reti in nazionale ― Italia under 21 | Cronologia completa delle presenze e delle reti in nazionale ― Italia under 21 | Cronologia completa delle presenze e delle reti in nazionale ― Italia under 21 |
| Data                                                                           | Città                                                                          | In casa                                                                        | Risultato                                                                      | Ospiti                                                                         | Competizione                                                                   | Reti                                                                           | Note                                                                           |
| ------------------------------------------------------------------------------ | ------------------------------------------------------------------------------ | ------------------------------------------------------------------------------ | ------------------------------------------------------------------------------ | ------------------------------------------------------------------------------ | ------------------------------------------------------------------------------ | ------------------------------------------------------------------------------ | ------------------------------------------------------------------------------ |
| 16-4-2002                                                                      | Como                                                                           | Italia under 21                                                                | 2 – 3                                                                          | Francia under 21                                                               | Amichevole                                                                     | -                                                                              |                                                                                |
| Totale                                                                         |                                                                                | Presenze                                                                       | 1                                                                              |                                                                                | Reti                                                                           | 0                                                                              |                                                                                |

## Vita privata
Sposato, ha tre figli.
Nel luglio 2007 ha aperto un ristorante nei pressi di Peccioli; il locale si chiama La Locanda Dell'Amicone.
Quando ancora giocava ha iniziato a produrre olio e vino nei suoi terreni di Peccioli  per poi arrivare ad avere una propria azienda vitivinicola, la Cantina Dainelli, a Cerreto Guidi nella quale si può anche cenare.